# Night Will Fall
Night Will Fall är en brittisk dokumentärfilm från 2014 om den dokumentation på film som de allierade trupperna gjorde när de kom till nazistiska koncentrationsläger 1945.

## Om filmen
De brittiska trupperna som kom till lägret Bergen-Belsen i april 1945 gjorde en omfattande fotodokumentation både på stillbild och på film. Dokumentation av koncentrationsläger gjordes även av amerikanska och sovjetiska trupper. Bilderna som sedan spreds chockerade en hel värld. I Night Will Fall berättas det om hur detta filmmaterial från 1945 kom till och sedan användes.
Night Will Fall berättar framförallt om den film baserad på de allierades filmdokumentation som under sommaren och hösten 1945 gjordes av den brittiske producenten Sidney Bernstein och regissören Alfred Hitchcock för British Ministry of Information. När filmen var färdig bestämde emellertid brittiska myndigheter att den inte skulle visas på grund av den politiska situationen i Europa (som ledde till Kalla kriget) och återuppbyggnaden av Tyskland.  Amerikanerna däremot lät regissören Billy Wilder göra en kort dokumentär 1945 med material från de allierades fotografer. Filmen gjordes i både en tyskspråkig version, Die Todesmühlen, och en engelskspråkig, Death Mills, som producerades av U.S. Department of War.
En ofullbordad version av Bernsteins och Hitchcocks film visades vid mitten av 1980-talet vid några festivaler och på amerikansk TV med namnet Memory of the Camps. Brittiska filminstitutet visade den nyrenoverade originalfilmen vid London Film Festival 2014 med titeln German Concentration Camps Factual Survey.

## TV-visningar internationellt
Många större TV-bolag runt om i världen visade Night Will Fall i samband minnesprogram om Förintelsen i och runt minnesdagen den 27 januari 2015. SVT sände den 26 januari och Channel 4 sände den 24 januari 2015 den brittiska dokumentären. HBO i USA, Arte i Frankrike/Tyskland, Das Erste (ARD) i Tyskland, TVP i Polen, VPRO i Holland, Channel 8 i Israel, DRK i Danmark, RTVSLO i Slovenien, YLE i Finland och Norges NRK kommer också att sända filmen. 27 januari 2015 var det 70 år sedan Auschwitz befriades.